# Rhyacophila balosa
Rhyacophila balosa är en nattsländeart som beskrevs av Donald G. Denning 1989. Rhyacophila balosa ingår i släktet Rhyacophila och familjen rovnattsländor. Inga underarter finns listade i Catalogue of Life.